# Митрова
Митрова (на сръбски: Митрова) е село в Сърбия, разположено в община Тутин, Рашки окръг. Намира се на 877 метра надморска височина. Населението му според преброяването през 2011 г. е 974 души. При преброяването на населението през 2002 г. има 996 жители, от тях: 900 (90,36 %) бошняци, 86 (8,63 %) сърби, 5 (0,50 %) черногорци, 4 (0,40 %) неизвестни и 1 (0,10 %) не се самоопределя.

## Население
Численост на населението според преброяванията през годините:
- 1948 – 313 души
- 1953 – 346 души
- 1961 – 355 души
- 1971 – 265 души
- 1981 – 265 души
- 1991 – 820 души
- 2002 – 996 души
- 2011 – 974 души